# شهرستان کروموفگراد
شهرستان کروموفگراد (به بلغاری: Krumovgrad Municipality) یک شهرستان در بلغارستان است که در استان کرجالی واقع شده‌است. شهرستان کروموفگراد ۸۳۶٫۷۵ کیلومتر مربع مساحت و ۱۷٬۸۲۳ نفر جمعیت دارد.